# Eesti Sulgpalliliit
De Eesti Sulgpalliliit (ESL) is de nationale badmintonbond van Estland.
De huidige president van de Estse bond is Karol Kovanen. Anno 2016 telde de bond 2.361 leden, verdeeld over 24 badmintonclubs. De bond is sinds 1992 aangesloten bij de Europese Bond.

## Ledenaantallen
Hieronder de ontwikkeling van het ledenaantal:
| Jaar | Ledenaantallen | Ledenaantallen | Ledenaantallen | Ledenaantallen | Ledenaantallen | Ledenaantallen | Ledenaantallen |
| Jaar | Jongens        | Meisjes        | Totaal jeugd   | Mannen         | Vrouwen        | Totaal volwas. | Totaal         |
| ---- | -------------- | -------------- | -------------- | -------------- | -------------- | -------------- | -------------- |
| 2016 | 563            | 718            | 1.281          | 623            | 457            | 1.080          | 2.361          |
| 2015 | 528            | 605            | 1.133          | 675            | 413            | 1.088          | 2.221          |
| 2014 | 459            | 528            | 987            | 604            | 347            | 951            | 1.938          |
| 2013 | 495            | 575            | 1.070          | 469            | 343            | 812            | 1.882          |
| 2012 | 365            | 567            | 932            | 396            | 331            | 727            | 1.659          |
| 2011 | 426            | 516            | 942            | 435            | 231            | 666            | 1.608          |
| 2010 | 368            | 473            | 841            | 373            | 203            | 576            | 1.417          |